# Kilmun
Kilmun (Cill Mhunna in lingua gaelica scozzese) è una località della Scozia, situata nell'area di consiglio di Argyll e Bute.